# Fallen Angels (film, 2008)
Pour les articles homonymes, voir Fallen Angel.
Pour plus de détails, voir Fiche technique et Distribution.
Fallen Angels (Varg Veum - Falne engler) est un film norvégien réalisé par Morten Tyldum, sorti en 2008.
C'est la quatrième adaptation cinématographique de la série de romans policiers écrite par Gunnar Staalesen Varg Veum.

## Fiche technique
- Titre original : Varg Veum - Falne engler
- Titre français : Fallen Angels
- Réalisation : Morten Tyldum
- Scénario : Thomas Moldestad et Gunnar Staalesen
- Pays d'origine : Norvège
- Format : Couleurs - 35 mm - 2,35:1
- Genre : drame, thriller
- Durée : 95 minutes
- Date de sortie :
  -  Norvège : 4 avril 2008

## Distribution
- Trond Espen Seim : Varg Veum
- Per Kjerstad : Jacob
- Bjørn Floberg : Hamre
- Pia Tjelta : Rebecca
- Fridtjov Såheim : Simon